# Монтемарано (Авелино)
Монтемарано (итал. Montemarano) је насеље у Италији у округу Авелино, региону Кампанија.
Према процени из 2011. у насељу је живело 1060 становника. Насеље се налази на надморској висини од 853 м.

## Становништво
Према резултатима пописа становништва 2011. у општини је живело 3.005 становника.
| 1931. | 1936. | 1951. | 1961. | 1971. | 1981. | 1991. | 2001. | 2011. |
| ----- | ----- | ----- | ----- | ----- | ----- | ----- | ----- | ----- |
| 4.983 | 5.181 | 5.380 | 4.756 | 3.828 | 3.700 | 3.382 | 3.043 | 3.005 |

## Партнерски градови
- Мелпињано